# Roland (Iowa)
Roland è una città degli Stati Uniti d'America, situata nello Stato dell'Iowa, nella contea di Story.